# FC Den Bosch '67 in het seizoen 1970/71
Het seizoen 1970/1971 was het 17e jaar in het bestaan van de Bossche betaaldvoetbalclub FC Den Bosch '67. De club kwam uit in de Nederlandse Eerste divisie en eindigde daarin op de eerste plaats, dit betekende dat de club rechtstreeks promoveerde naar de Eredivisie. Tevens deed de club mee aan het toernooi om de KNVB Beker, hierin werd in de derde ronde verloren van Ajax (0–4).

## Wedstrijdstatistieken

### Eerste divisie
|       | Blauw-Wit | SC Cambuur | D.F.C. | Fortuna SC | De Graafschap | GVAV  | Heerenveen | Helmond Sport | Heracles | HVC   | SVV   | Veendam | Vitesse | Wageningen | Willem II |
| ----- | --------- | ---------- | ------ | ---------- | ------------- | ----- | ---------- | ------------- | -------- | ----- | ----- | ------- | ------- | ---------- | --------- |
| Thuis | 2 – 0     | 1 – 0      | 1 – 0  | 4 – 0      | 2 – 0         | 0 – 0 | 0 – 0      | 3 – 1         | 0 – 0    | 2 – 2 | 1 – 1 | 3 – 0   | 3 – 3   | 2 – 0      | 5 – 0     |
| Uit   | 1 – 2     | 0 – 3      | 1 – 2  | 2 – 1      | 0 – 1         | 2 – 0 | 1 – 1      | 0 – 0         | 1 – 1    | 1 – 2 | 0 – 2 | 0 – 2   | 1 – 2   | 1 – 1      | 0 – 1     |

### KNVB beker
| 1e ronde                                               | FC Den Bosch '67                                                  | 2 – 0 (1 – 0)                         | Heerenveen       |
| 16 augustus 1970 Plaats: 's-Hertogenbosch De Vliert    | Gerd Schunck 1', 67'                                              |                                       |                  |
| 2e ronde                                               | NOAD                                                              | 1 – 1 (1 – 1, 1 – 1) Na strafschoppen | FC Den Bosch '67 |
| 8 november 1970 Plaats: Tilburg Gemeentelijk Sportpark | Piet van Dijk 33'                                                 |                                       | 24' Wim Vissers  |
| 3e ronde                                               | Ajax                                                              | 4 – 0 (4 – 0)                         | FC Den Bosch '67 |
| 14 maart 1971 Plaats: Amsterdam De Meer                | Johan Cruijff 23' Dick van Dijk 28', 32' Gerrie Mühren 42' (pen.) |                                       |                  |

## Statistieken FC Den Bosch '67 1970/1971

### Eindstand FC Den Bosch '67 in de Nederlandse Eerste divisie 1970 / 1971
| Stand | Gespeeld | Gewonnen | Gelijk | Verloren | Punten | Doelpunten voor | Doelpunten tegen |
| ----- | -------- | -------- | ------ | -------- | ------ | --------------- | ---------------- |
| 1e    | 30       | 18       | 10     | 2        | 46     | 50              | 18               |

### Topscorers
| #      | Naam             | Goal |
| ------ | ---------------- | ---- |
| 1.     | Leo Ouwens       | 11   |
| 2.     | Lambert Kreekels | 10   |
| 3.     | Wim Wolbers      | 9    |
| 4.     | Hans Verhagen    | 8    |
| 5.     | Gerd Schunck     | 5    |
| 6.     | Ad Graaumans     | 4    |
| 7.     | Wim Vissers      | 2    |
| 8.     | Willy Graaumans  | 1    |
| Totaal | Totaal           | 50   |

| #      | Naam         | Goal |
| ------ | ------------ | ---- |
| 1.     | Gerd Schunck | 2    |
| 2.     | Wim Vissers  | 1    |
| Totaal | Totaal       | 3    |